# Линдаль, Маргарета
Маргаре́та Луи́зе Ли́ндаль (швед. Margaretha Louise Lindahl; в замужестве Маргаре́та Луи́зе Дра́йбур, швед. Margaretha Louise Dryburgh; 20 октября 1974, Свег, Емтланд, Швеция) — шведская кёрлингистка и тренер по кёрлингу.
Играла на позиции второго.
В числе прочего, участвовала в составе женской сборной Швеции в зимних Олимпийских играх 1998.

## Достижения
- Зимние Олимпийские игры: бронза (1998).
- Чемпионат мира по кёрлингу среди женщин: золото (1998, 1999).
- Чемпионат Европы по кёрлингу: золото (1997), серебро (1996, 1999).
- Чемпионат Швеции по кёрлингу среди женщин: золото (1999).[1]
- Чемпионат мира по кёрлингу среди юниоров: серебро (1995), бронза (1994, 1996).
- Чемпионат Швеции по кёрлингу среди юниоров: золото (1993, 1994, 1995, 1996).[2]

## Команды
| Сезон   | Четвёртый             | Третий            | Второй                                      | Первый           | Запасной                                                  | Турниры                        |
| ------- | --------------------- | ----------------- | ------------------------------------------- | ---------------- | --------------------------------------------------------- | ------------------------------ |
| 1992—93 | Ульрика Бергман       | Маргарета Линдаль | Анна Бергстрём                              | Elenor Mattsson  | Maria Zackrisson                                          | ЧШЮ 1993 · ЧМЮ 1993 (5 место)  |
| 1993—94 | Ульрика Бергман       | Маргарета Линдаль | Анна Бергстрём                              | Maria Zackrisson | Мария Энгхольм                                            | ЧШЮ 1994 · ЧМЮ 1994            |
| 1994—95 | Ульрика Бергман       | Маргарета Линдаль | Анна Бергстрём                              | Maria Zackrisson | Мария Энгхольм                                            | ЧШЮ 1995 · ЧМЮ 1995            |
| 1995—96 | Ульрика Бергман       | Маргарета Линдаль | Анна Бергстрём (ЧШЮ) Maria Zackrisson (ЧМЮ) | Linda Kjerr      | Анна Блум                                                 | ЧШЮ 1996 · ЧМЮ 1996            |
| 1996—97 | Элизабет Густафсон    | Катарина Нюберг   | Луиз Мармонт                                | Элизабет Перссон | Маргарета Линдаль тренер: Ян-Улов Нессен                  | ЧЕ 1996                        |
| 1997—98 | Элизабет Густафсон    | Катарина Нюберг   | Луиз Мармонт                                | Элизабет Перссон | Маргарета Линдаль тренер: Ян Страндлунд                   | ЧЕ 1997 , · ЗОИ 1998 · ЧМ 1998 |
| 1998—99 | Элизабет Густафсон    | Катарина Нюберг   | Луиз Мармонт                                | Элизабет Перссон | Маргарета Линдаль                                         | ЧМ 1999                        |
| 1998—99 | Маргарета Линдаль     | Ульрика Бергман   | Анна Бергстрём                              | Maria Zackrisson |                                                           | ЧШЖ 1999                       |
| 1999—00 | Маргарета Линдаль     | Ульрика Бергман   | Анна Бергстрём                              | Maria Zackrisson | Мария Энгхольм тренеры: Lars Carlsson, Стефан Хассельборг | ЧЕ 1999                        |
| 2000—01 | Маргарета Линдаль     | Ульрика Бергман   | Анна Бергстрём                              | Maria Zackrisson |                                                           |                                |
| 2001—02 | Маргарета Линдаль     | Ульрика Бергман   | Анна Бергстрём                              | Maria Zackrisson |                                                           |                                |
| 2004—05 | Маргарета Сигфридссон | Маргарета Драйбур | Мария Прюц                                  | Ульрика Бергман  |                                                           |                                |
| 2005—06 | Маргарета Сигфридссон | Мария Прюц        | Маргарета Драйбур                           | Ульрика Бергман  |                                                           |                                |
| 2009—10 | Мария Прюц            | Маргарета Драйбур | Сабина Краупп                               | Зандра Флюг      |                                                           |                                |
| 2011—12 | Анна Хассельборг      | Сабина Краупп     | Маргарета Драйбур                           | Зандра Флюг      |                                                           |                                |

(скипы выделены полужирным шрифтом)

## Результаты как тренера национальных сборных
| Год  | Турнир                                        | Сборная                | Место |
| ---- | --------------------------------------------- | ---------------------- | ----- |
| 2022 | Чемпионат мира по кёрлингу среди юниоров 2022 | Швеция (юниоры жен.)   | 2     |
| 2023 | Чемпионат мира по кёрлингу среди юниоров 2023 | Швеция (юниоры жен.)   | 5     |
| 2025 | Зимняя Универсиада 2025                       | Швеция (студенты жен.) | 6     |
| 2025 | Чемпионат мира по кёрлингу среди юниоров 2025 | Швеция (юниоры жен.)   | 4     |

## Частная жизнь
Замужем, муж — Джеймс Драйбур, шотландский кёрлингист, выступал за мужскую сборную Великобритании на зимних Олимпийских играх, где играла и Маргарета, позже перешёл в шведское гражданство. Брат мужа, Дуглас Драйбур — тоже шотландский кёрлингист, выступал в одной команде с Джеймсом на зимней Олимпиаде 1998, а затем выступал за Ирландию.